# Челио, Гаспаре
Гаспаре Челио (итал. Gaspare Celio; 1571, Рим — 24 ноября 1640, Рим) — итальянский живописец, рисовальщик и гравёр периода позднего маньеризма и раннего барокко. Жил и работал преимущественно в Риме.

## Биография

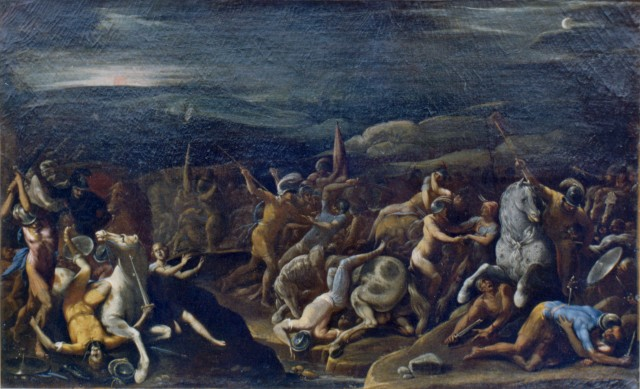
Батальная сцена. Галерея Боргезе, Рим

О жизни этого художника известно крайне мало. По данным «Жизнеописаний», составленных художником и историографом Джованни Бальоне, Гаспаре Челио был учеником Никколо Чирчиньяни, но по сведениям Кристофоро Ронкалли — Абате Тити.
Первые заказы Челио относятся к 1596 году: росписи Капеллы Страстей в церкви Иль-Джезу в Риме (по проекту П. Джованни Баттиста Фьяммери), «Мадонна с Младенцем», находящаяся ныне в церкви Санта-Мария-дель-Кармине (Рим), «Переход Моисея через Красное море» (1607) в своде Палаццо Маттеи ди Джове, образ Святого Франциска для алтаря Оспицио на Понте Систо, «История Святого Раймондо» в церкви Санта-Мария-сопра-Минерва.
В период с 1620 по 1638 год он осуществлял росписи Капеллы Альтиери церкви Сан-Франческо-а-Рипа (1622), участвовал в составлении путеводителя по церквям и произведениям искусства Рима (Memoria delli nomi dell’artefici dellepitture che sono in alcune chiese, facciate e palazzi di Roma).
Гаспаре Челио создавал гравюры с изображениями известных античных статуй. Некоторое время он работал в Парме художником при дворе Рануччо I Фарнезе.
Гаспаре Челио скончался в Риме и был похоронен в базилике Санта-Мария-дель-Пополо, где до сих пор стоит его надгробный памятник.

## Сочинения
- Vite degli artisti di Gaspare Celio